# Đuka Siroglavić
Đuka Siroglavić (rođen 1962. u Slavonskom Brodu) je hrvatski slikar i multimedijalni umjetnik te hrvatski branitelj i dragovoljac Domovinskog rata. Autor je najveće slike na svijetu: djelo Val ulje na platnu, dužinom 6.400 metara i visinom od 1,5 do 1,7 metara, površine 10.800m². 
Sliku je autor vlastoručno potpisao.
Sliku je stvorio od veljače do srpnja 2007. u prostorima vojarne na Borongaju u Zagrebu. Utrošio je više od 2,5 tona boje.
Nakon dovršenja, sliku je dao postaviti na ogradu zračne luke kod Bola na Braču, gdje ju je pregledala i ocijenila komisija Guinessove knjige rekorda.
25. srpnja 2007. je ovaj rekord zabilježen u Guinessovoj knjizi rekorda.
O slici i autoru pisale su svjetske informativne agencije (među ostalim i kineski tisak), snimane su tv emisije i mnogobrojni intervjui sa samim autorom.
Dijelove ove svjetski poznate slike posjeduju mnoge ugledne institucije, poznate osobe, a dio je slike umjetnik darivao u humanitarne svrhe za pomoć oboljeloj djeci.

## Vanjske poveznice
- Humanart[neaktivna poveznica]
- Val[neaktivna poveznica]
- Svakodnevno 12.01.2015.